# Глазуновська (Волгоградська область)
Глазуновська (рос. Глазуновская) — станиця у Кумилженському районі Волгоградської області Російської Федерації.
Населення становить 2074  особи. Входить до складу муніципального утворення Глазуновське сільське поселення.

## Історія
Станиця розташована у межах українського історичного та культурного регіону Жовтий Клин.
Згідно із законом від 14 лютого 2005 року № 1006-ОД органом місцевого самоврядування є Глазуновське сільське поселення.

## Населення
| 2010 | 2012  | 2013  |
| ---- | ----- | ----- |
| 1290 | ↗2081 | ↘2074 |